# Kelapa Gading

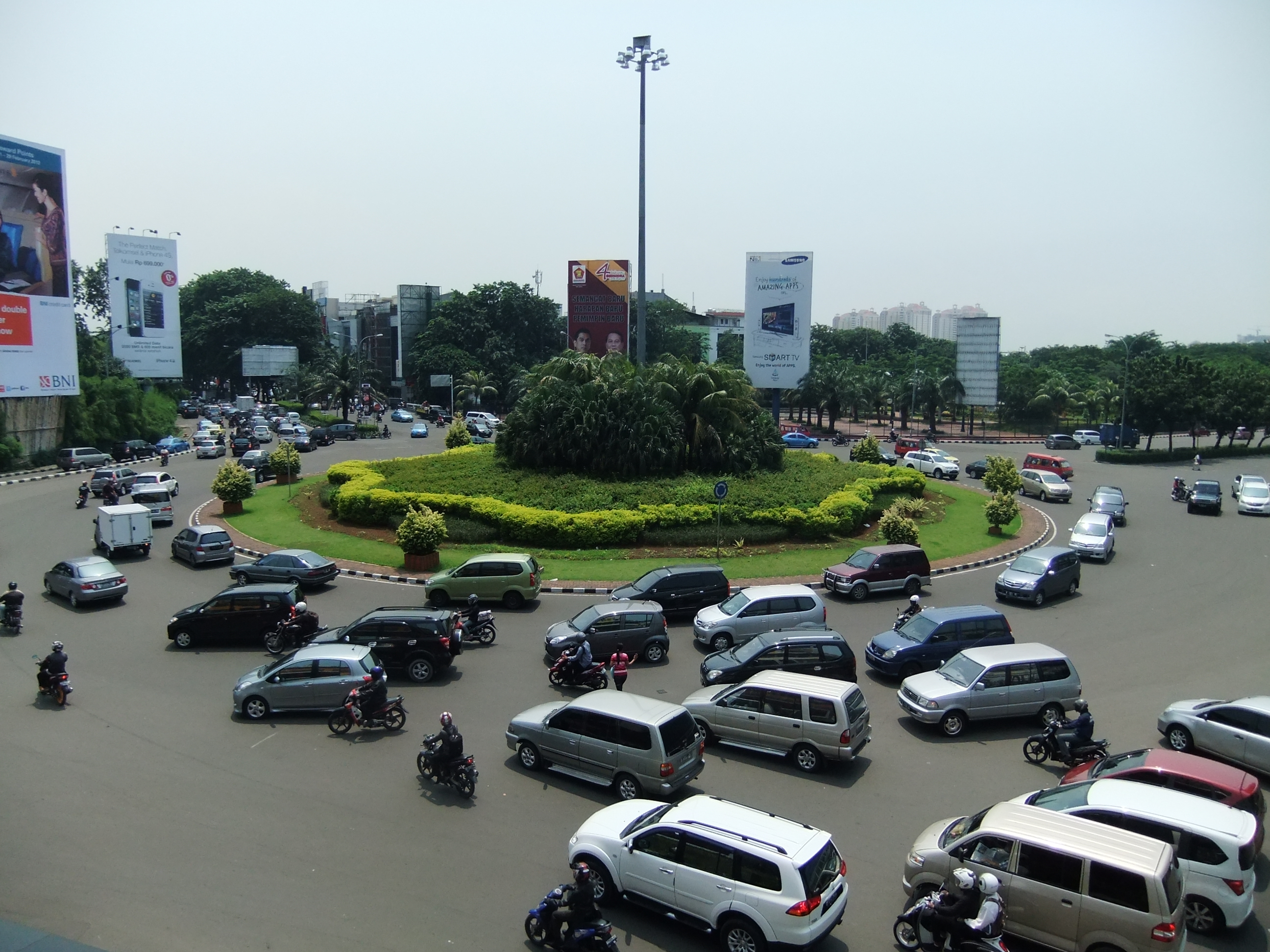
Le rond-point de Kelapa Gading

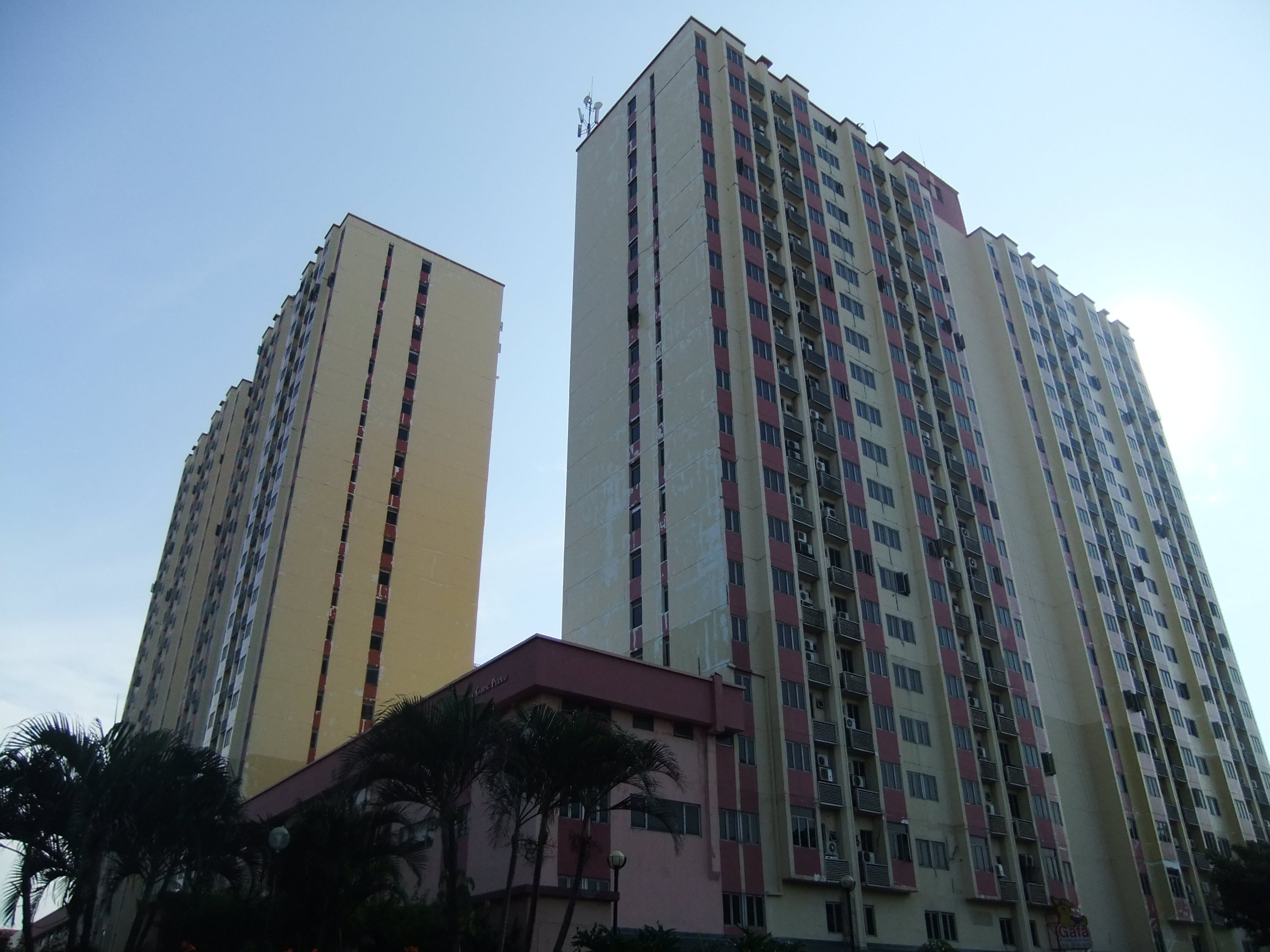
Tours d'appartements à Kelapa Gading

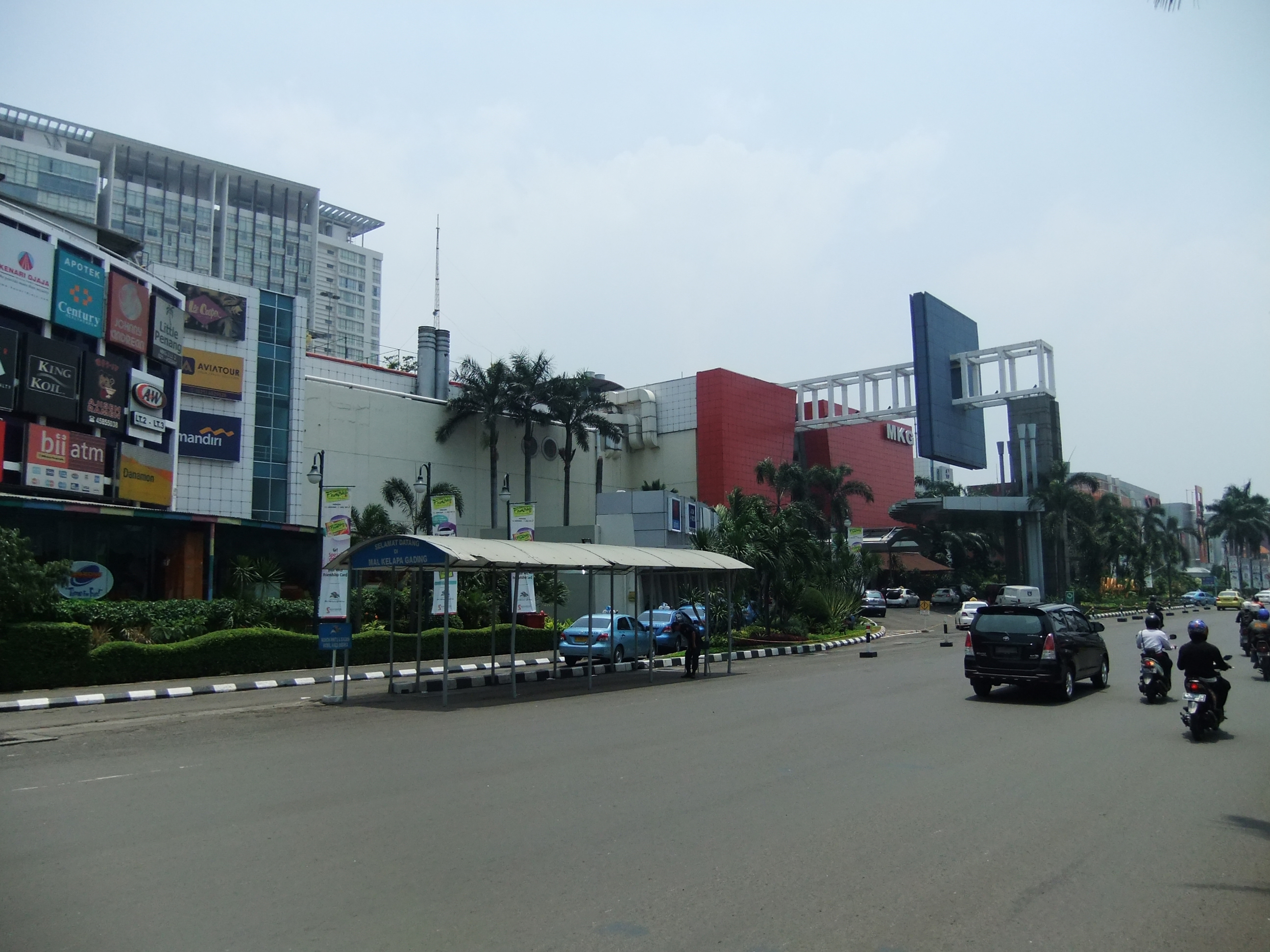
Le Kelapa Gading Mall

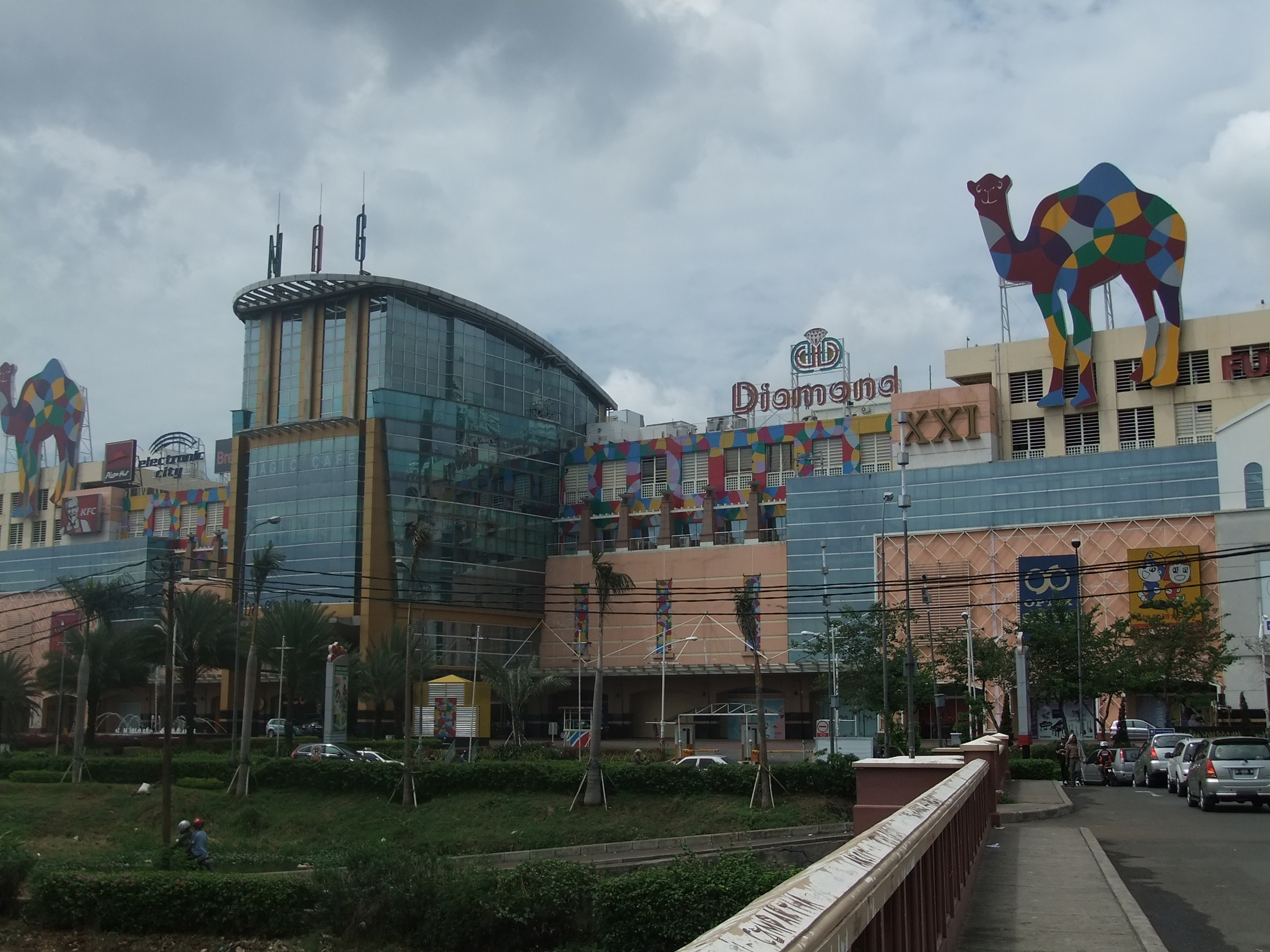
Le centre commercial Artha Gading

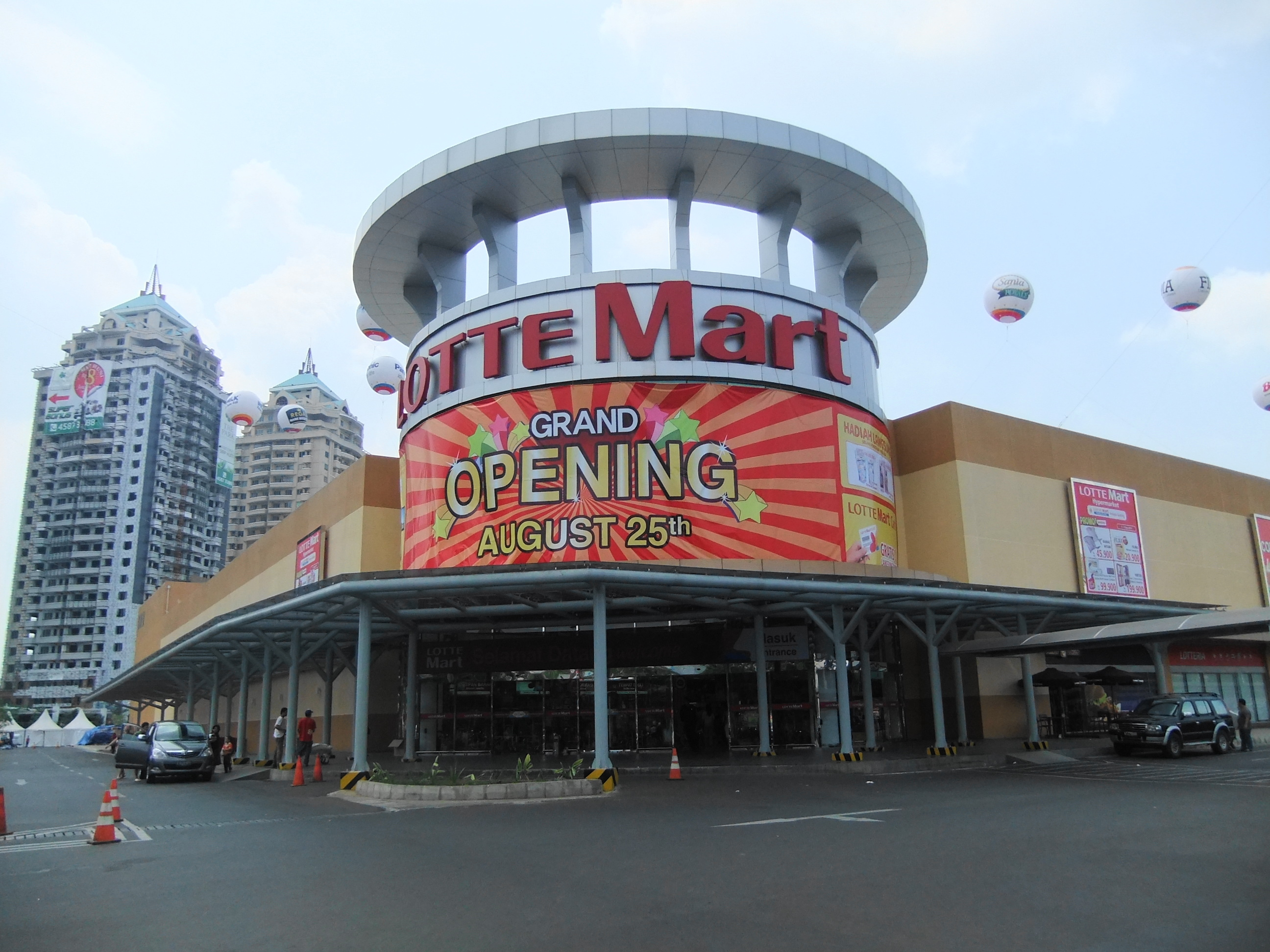
Le centre commercial Lotte Mart de Kelapa Gading

Kelapa Gading est un district de Jakarta Nord, en Indonésie. Kelapa Gading est connu de la population locale comme une ville dans la ville, en raison de la planification intégrée résidentielle et commerciale et des installations connexes. [réf. nécessaire]

## Histoire
Kelapa Gading était un marais non aménagé et des terres agricoles épargnées jusqu'en 1976, quand un promoteur immobilier local, PT Summarecon Agung, a développé Kelapa Gading en une terre plus productive en établissant une zone résidentielle et commerciale intégrée dans des boulevards et les installations annexes, y compris les écoles et les hôpitaux,.

## Administration
Le kecamatan de Kelapa Gading est le plus méridional du nord de Jakarta. Sa superficie est de 1 633,7 hectares (4 037 acre). [réf. nécessaire]   Kelapa Gading est limité par la route de Bekasi Raya - Perintis Kemerdekaan au sud, le canal Sunter à l'ouest, le canal Bendungan Batik au nord et la rivière Cakung - Petukangan à l'est.
Kelapa Gading est divisé en 3 kelurahan (villages administratifs) :
- Kelapa Gading Barat - indicatif régional 14240
- Kelapa Gading Timur - indicatif régional 14240
- Pegangsaan Dua - indicatif régional 14250

## Résidentiel
La zone résidentielle de Kelapa Gading est destinée aux classes moyennes -supérieures. Les résidences Artha Gading et Kuta à Bukit Gading Villa sont des quartiers haut de gamme. Les prix des terrains dans ces régions ont grimpé à environ 22-25 millions de roupies par mètre carré en 2011. L'emplacement privilégié et les maisons souvent luxueuses contribuent au facteur prix.
65% des habitants de Kelapa Gading sont des Indonésiens Chinois.
Depuis la fin des années 1990, Kelapa Gading commence à avoir des résidences verticales. À partir de Kondominium Menara Kelapa Gading sur la porte est, Wisma Gading Permai, vers les résidences Gading Mediterranean Après cela, de plus en plus d'immeubles commencent à remplir le ciel de Kelapa Gading.
Investir dans des appartements et des biens immobiliers à Kelapa Gading est rentable. En moyenne, une unité d'appartement peut valoir jusqu'à deux fois son prix en 2 à 5 ans.

## Commerce
Kelapa Gading est célèbre à Jakarta pour la nourriture. Les particuliers peuvent trouver des plats indonésiens tels que des plats chinois, des plats Minang ou javanais, ainsi que des plats japonais, thaïlandais et occidentaux. Le point central de Kelapa Gading est une zone connue sous le nom de Gading Food City. 6° 09′ 37″ S, 106° 54′ 22″ E
Le district de Kelapa Gading comprend six centres commerciaux dans un rayon de 20 km [réf. nécessaire]. En 2004, Kelapa Gading compte environ 365 000 m2 de centres commerciaux [réf. nécessaire]. Mal Kelapa Gading (le premier et le plus grand centre commercial de Kelapa Gading, inauguré en 1990 par PT Summarecon Agung), La Piazza, Sport Mall (emplacement du BritAma Arena, base du club de basket Satria Muda).), Mal Artha Gading, Centre commercial Kelapa Gading et Mall of Indonesia.
Kelapa Gading possède plusieurs bars et lieux de divertissement ouverts jusqu'à tard le soir. Les habitants de Kelapa Gading fréquentent généralement différents types de bars: des bars coréens de soju, tels que Oppa House of Soju et Hangover, des bars de nuit célèbres dotés d'une architecture chaleureuse, tels que District Bar & Resto, qui propose une grande variété de cuisines locales à internationales et Holywings Elle est réputée pour ses plats coréens, en particulier ses ailes de poulet. Ces deux endroits proposent des variétés de boissons non alcoolisées et alcoolisées. Les jeunes apprécient également les karaokés locaux, tels que le karaoké Happy Puppy ou le karaoké NAV.
Kelapa Gading, également connue comme la capitale mondiale des bakmi (nouilles à la viande), en raison de la densité des stands de nouilles, est très lourde et les variétés tellement larges qu'elle devient le creuset de toutes sortes de nouilles du monde entier. Des nouilles de Bangka, des nouilles de Makassar, des nouilles de Pontianak, des nouilles de Siantar et même des ramen japonais et des nouilles de style coréen sont disponibles dans Kelapa Gading. Les personnes qui aiment les nouilles ont rejoint le Bakmi Club et se rencontrent régulièrement dans un stand de nouilles local, qui compte déjà plus de 25 000 membres inscrits en ligne.

## Industrie
La zone industrielle est principalement concentrée dans le village administratif de Pegangsaan Dua, à l’est de Kelapa Gading.

## Inondations
Bien qu’il s’agisse d’une région bien développée, Kelapa Gading est touchée par les inondations à chaque saison des pluies en raison de ses caractéristiques de plaine géographiquement basses (5 mètres au-dessus du niveau de la mer) et de l’absence d’un réseau efficace de détournement des crues mis en place par le promoteur. Le district a été gravement touché par les inondations de 2007 à Jakarta, les pires inondations à Jakarta.
Les infrastructures de contrôle des inondations à Kelapa Gading sont plusieurs petits réservoirs situés dans le village administratif de Kelapa Gading Barat, avec des canaux de liaison en eau.
Depuis 2010, le canal East Flood Channel fonctionne déjà, dérivant l'eau qui traversait autrefois la voie d'eau environnante de Kelapa Gading. Beaucoup espèrent que ce canal d’inondation pourra réellement libérer le Kelapa Gading des inondations.

## Éducation
La North Jakarta Intercultural School est située à Kelapa Gading.
SIS Kelapa Gading est une école du curriculum de l'IB basée à Kelapa Gading.
Raffles Christian School Kelapa Gading est une école de Cambridge située à Kelapa Gading.
Sekolah Menengah Atas Kristen 5 Le Penabur Kelapa Gading de BPK est l'une des plus prestigieuses écoles chrétiennes située à Kelapa Gading.